# Deutsche Dreiband-Meisterschaft 1972/73

Veranstaltungsort: Westerholt (Herten)

Die Deutsche Dreiband-Meisterschaft 1972 (DDM) war die 39. Ausgabe dieser Turnierserie und fand vom 5. bis 8. Oktober 1972 in Westerholt (Herten), Nordrhein-Westfalen statt.

## Turnierkommentar
Als Ausrichter der Meisterschaft hatte der erst 1963 gegründete BC Elfenbein Westerholt geladen. Als Spielstätte konnte der Club die von der damals noch eigenständigen Stadt zur Verfügung gestellte Aula der Martin Luther Schule nutzen.
Die Turnierleitung übernahm Egon Anneck, unterstützt vom Vorsitzenden des Vestischen Billardkreises Martin Metznar. Die Schiedsrichter wurden ebenfalls vom BC Elfenbein gestellt.
Zur Entspannung der Spieler während des viertägigen Turniers wurde neben dem Spielplan ein abwechslungsreiches Rahmenprogramm bereitgestellt. Dazu zählten unter anderem eine Fahrt durch den Löwenpark (Gelsenkirchen-Buer) des Grafen Westerholt, ein Empfang durch den Rat der Stadt und eine Stadtführung durch die historische Altstadt.
Bürgermeister Cernik war Schirmherr der Veranstaltung, eröffnete diese und beglückwünschte Siegfried Spielmann, der seinen 51. Geburtstag feierte, mit einem Blumenstrauß.

## Modus
Es spielte „Jeder gegen Jeden“ (Round Robin) auf 60 Punkte mit Nachstoß.

## Abschlusstabelle
| MP    | Match Points (Sieger = 2; Unentschieden = 1; Verlierer = 0) |
| Pkte. | Erzielte Karambolagen                                       |
| Aufn. | Benötigte Versuche                                          |
| GD    | Generaldurchschnitt                                         |
| BED   | Bester Einzeldurchschnitt eines Spielers                    |
| HS    | Höchstserie                                                 |
|       | Bester GD des Turniers                                      |
|       | Bester ED des Turniers                                      |
|       | Beste HS des Turniers                                       |
|       | 1. Platz (Gold)                                             |
|       | 2. Platz (Silber)                                           |
|       | 3. Platz (Bronze)                                           |

| Endklassement              | Endklassement                      | Endklassement | Endklassement | Endklassement | Endklassement | Endklassement | Endklassement |
| Platz                      | Name                               | MP            | Pkte          | Aufn.         | GD            | BED           | HS            |
| -------------------------- | ---------------------------------- | ------------- | ------------- | ------------- | ------------- | ------------- | ------------- |
| 1                          | Ernst Rudolph (Köln)               | 10:4          | 406           | 488           | 0,831         | 1,276         | 9             |
| 2                          | Joseph Bücken (Aachen)             | 10:4          | 393           | 526           | 0,747         | 1,016         | 6             |
| 3                          | Dieter Müller (Berlin)             | 8:6           | 388           | 508           | 0,763         | 1,132         | 8             |
| 4                          | Siegfried Spielmann (Düsseldorf)   | 8:6           | 387           | 516           | 0,750         | 1,071         | 8             |
| 5                          | Günter Siebert (Sterkrade)         | 6:8           | 356           | 464           | 0,767         | 0,869         | 6             |
| 6                          | Hans-Dietrich Runkehl (Düsseldorf) | 6:8           | 341           | 489           | 0,697         | 0,869         | 8             |
| 7                          | Rudolf Apelt (Berlin)              | 6:8           | 368           | 550           | 0,669         | 0,789         | 6             |
| 8                          | Gert Tiedtke (Düsseldorf)          | 2:12          | 293           | 521           | 0,562         | 0,779         | 6             |
| Turnierdurchschnitt: 0,721 |                                    |               |               |               |               |               |               |